# Govern del Japó (XCVIII Legislatura)
La XCVIII Legislatura del Govern del Japó, també coneguda com a Quart Gabinet Abe/Govern Abe fou formada en novembre de 2017 pel Primer Ministre Abe i és l'actual govern del Japó. El govern és una coalició entre el PLD, de tendència socialment conservadora i econòmicament liberal i el Komeito, partit de tendència demobudista. Aquesta coalició controla les dues cambres de la Dieta Nacional del Japó. Aquest gabinet ha tingut dues reestructuracions, una en 2018 i una altra en 2019.

## Elecció del Primer Ministre

### Cambra de Representants del Japó
| Investidura |                           |                       |                       |
| Data        | Data                      | 1 de novembre de 2017 | 1 de novembre de 2017 |
| Majoria     | Majoria                   | 233 Diputats          | 233 Diputats          |
|             | Shinzo Abe (PLD)          | 312 / 465             | 1                     |
|             | Yukio Edano (PDC)         | 60 / 465              | N                     |
|             | Shū Watanabe (PE)         | 51 / 465              | N                     |
|             | Kōhei Ōtsuka (PD)         | 16 / 465              | N                     |
|             | Kazuo Shii (PCJ)          | 12 / 465              | N                     |
|             | Toranosuke Katayama (NIK) | 11 / 465              | N                     |
|             | Seiji Maehara (IND)       | 1 / 465               | N                     |
|             | Eiichirō Washio (IND)     | 1 / 465               | N                     |
|             | En blanc                  | 0 / 465               | 0 / 465               |
|             | Invalids                  | 1 / 465               | 1 / 465               |
| Fonts:      |                           |                       |                       |

### Cambra de Consellers del Japó
| Investidura |                           |                       |                       |
| Data        | Data                      | 1 de novembre de 2017 | 1 de novembre de 2017 |
| Majoria     | Majoria                   | 122 Diputats          | 122 Diputats          |
|             | Shinzo Abe (PLD)          | 151 / 242             | 1                     |
|             | Kōhei Ōtsuka (PD)         | 48 / 242              | N                     |
|             | Kazuo Shii (PCJ)          | 14 / 242              | N                     |
|             | Toranosuke Katayama (NIK) | 11 / 242              | N                     |
|             | Yukio Edano (PDC)         | 9 / 242               | N                     |
|             | Shū Watanabe (PE)         | 3 / 242               | N                     |
|             | Kenzō Fujisue (LVP)       | 2 / 242               | N                     |
|             | En blanc                  | 1 / 242               | 1 / 242               |
|             | No van votar              | 3 / 242               | 3 / 242               |
| Fonts:      |                           |                       |                       |

## Composició

### 2017-2018
| Primer Ministre | Shinzo Abe                | PLD     |  |
| Ministeri | Ministre                  | Partit  |  |
| Vice-Primer Ministre Ministre de Finances Ministre d'Estat per als Serveis Financers Ministre en càrrec per la Deflació | Tarō Asō                  | PLD     |  |
| Ministra d'Afers Interns i Comunicació Ministra d'Estat per a l'Empoderament de les Dones Ministra d'Estat per a l'Igualtat entre Sexes Ministra d'Estat per a la Seguretat Social i Nombre Fiscal | Seiko Noda                | PLD     |  |
| Ministra de Justícia | Yōko Kamikawa             | PLD     |  |
| Ministre d'Afers Exteriors | Tarō Kōno                 | PLD     |  |
| Ministre d'Educació, Cultura, Esports, Ciència i Tecnologia Ministre en Càrrec per a la Reconstrucció de l'Educació | Yoshimasa Hayashi         | PLD     |  |
| Ministre de Salut, Treball i Benestar Ministre per a la Reforma de l'estil de Treball Ministre al Càrrec de les Abduccions Ministre d'Estat per a les Abduccions | Katsunobu Katō            | PLD     |  |
| Ministre d'Agricultura, Boscos i Peixca | Ken Saitō                 | PLD     |  |
| Ministre d'Economia, Comerç i Indústria Ministre d'Estat per a la Competitivitat Industrial Ministre per a la Cooperació Econòmica amb Rússia Ministre al Càrrec de la Resposta a l'Impacte Econòmic Causat per l'Accident Nuclear | Hiroshige Sekō            | PLD     |  |
| Minstre de Territori, Infraestructures, Transport i Turisme | Keiichi Ishii             | Kōmeitō |  |
| Ministre de Medi Ambient Ministre d'Estat per a la Previsió dels Desastres Nuclears | Masaharu Nakagawa         | PLD     |  |
| Ministre de Defensa | Itsunori Onodera          | PLD     |  |
| Secretari General del Gabinet Ministre al Càrrec d'Aliviar el pes de les Bases a Okinawa | Yoshihide Suga            | PLD     |  |
| Ministre d'Estat per a la Reconstrucció Ministre al Càrrec per a la Coordinació dels efectes de l'Accident Nuclear | Masayoshi Yoshino         | PLD     |  |
| Director de Comissió Nacional de Seguretat Pública Ministre al Càrrec de la Resistència Nacional dels Edificis Ministre d'Estat per a la Gestió de Desastres | Hachiro Okonogi           | PLD     |  |
| Ministre d'Estat per als Afers d'Okinawa i els Territoris del Nord Ministre d'Estat per als Afers dels Consumidors i la Seguretat Alimentària Ministre d'Estat per a la Política Oceànica Ministre al Càrrec d'Afers Territorials | Tetsuma Esaki, Teru Fukui | PLD     |  |
| Ministre per a la Participació Dinàmica dels Ciutadans Ministre al Càrrec de Política d'Informació Tecnologica Ministre d'Estat per a les Mesures sobre el descens de la Natalitat Ministre d'Estat per a l'estratègia "Cool Japan" Ministre d'Estat per a l'Estratègia de la Propietat Intel·lectual Ministre d'Estat per a la Política de Ciència i Tecnologia Ministre d'Estat per a la Política Espacial | Masaji Matsuyama          | PLD     |  |
| Ministre al Càrrec de la Revitalització Econòmica Ministre per al Desenvolupament dels Recursos Humans Ministre al Càrrec per a la Reforma Total de la Seguretat Social i els Impostos Ministre d'Estat per a la Política Econòmica i Fiscal | Toshimitsu Motegi         | PLD     |  |
| Ministre d'Estat per a la Revitalització Regional Ministre d'Estat per a la Reforma Regulatòria Ministre al Càrrec per a la Revitalització Regional Ministre d'Estat per a la Reforma Administrativa Ministre d'Estat per a la Reforma del Servici Civil | Hiroshi Kajiyama          | PLD     |  |
| Ministre d'Estat per a les Olimpiades de Tòquio i els jocs Parolímpics | Shunichi Suzuki           | PLD     |  |

### 2018-2019
| Primer Ministre | Shinzo Abe                          | PLD     |  |
| Ministeri | Ministre                            | Partit  |  |
| Vice-Primer Ministre Ministre de Finances Ministre d'Estat per als Serveis Financers Ministre en càrrec per la Deflació | Tarō Asō                            | PLD     |  |
| Ministre d'Afers Interns i Comunicació Ministre d'Estat per a la Seguretat Social i Nombre Fiscal | Masatoshi Ishida                    | PLD     |  |
| Ministra de Justícia | Takashi Yamashita                   | PLD     |  |
| Ministre d'Afers Exteriors | Tarō Kōno                           | PLD     |  |
| Ministre d'Educació, Cultura, Esports, Ciència i Tecnologia Ministre al Càrrec per a la Reconstrucció de l'Educació | Masahiko Shibayama                  | PLD     |  |
| Ministre de Salut, Treball i Benestar Ministre per a la Reforma de l'estil de Treball | Takumi Nemoto                       | PLD     |  |
| Ministre d'Agricultura, Boscos i Peixca | Takamori Yoshikawa                  | PLD     |  |
| Ministre d'Economia, Comerç i Indústria Ministre d'Estat per a la Competitivitat Industrial Ministre per a la Cooperació Econòmica amb Rússia Ministre al Càrrec de la Resposta a l'Impacte Econòmic Causat per l'Accident Nuclear Ministre d'Estat per als Danys Nuclerars Corporació de Facilitament de Compensacions i Decomissos | Hiroshige Sekō                      | PLD     |  |
| Minstre de Territori, Infraestructures, Transport i Turisme Ministre d'Estat per a la Política del Cicle de l'Aigüa | Keiichi Ishii                       | Kōmeitō |  |
| Ministre de Medi Ambient Ministre d'Estat per a la Previsió dels Desastres Nuclears | Yoshiaki Harada                     | PLD     |  |
| Ministre de Defensa | Takeshi Iwaya                       | PLD     |  |
| Secretari General del Gabinet Ministre al Càrrec d'Aliviar el pes de les Bases a Okinawa | Yoshihide Suga                      | PLD     |  |
| Ministre d'Estat per a la Reconstrucció Ministre al Càrrec per a la Coordinació dels efectes de l'Accident Nuclear | Hiromichi Watanabe                  | PLD     |  |
| Director de Comissió Nacional de Seguretat Pública Ministre al Càrrec de la Resistència Nacional dels Edificis Ministre d'Estat per a la Gestió de Desastres | Junzo Yamamoto                      | PLD     |  |
| Ministre al Càrrec de Política d'Informació Tecnologica Ministre d'Estat per a les Mesures sobre el descens de la Natalitat Ministre d'Estat per a l'estratègia "Cool Japan" Ministre d'Estat per a l'Estratègia de la Propietat Intel·lectual Ministre d'Estat per a la Política de Ciència i Tecnologia Ministre d'Estat per a la Política Espacial | Takuya Hirai                        | PLD     |  |
| Ministre per a la Participació Dinàmica dels Ciutadans Ministre d'Estat per a la Reforma Administrativa Ministre d'Estat per a la Reforma del Servici Civil Ministre al Càrrec d'Afers Territorials Ministre d'Estat per als Afers d'Okinawa i els Territoris del Nord Ministre d'Estat per als Afers dels Consumidors i la Seguretat Alimentària Ministre d'Estat per a les Mesures per a la Baixa Natalitat Ministre d'Estat per a la Política Oceànica | Mitsuhiro Miyakoshi                 | PLD     |  |
| Ministre d'Estat per a la Política Econòmica i Fiscal Ministre al Càrrec de la Reforma de la Seguretat Social Ministre al Càrrec del TPP i les Negociacions Comercial entre Japó i els EUA | Toshimitsu Motegi                   | PLD     |  |
| Ministra d'Estat per a la Revitalització Regional Ministra d'Estat per a la Reforma Regulatòria Ministra al Càrrec per a la Revitalització Regional Ministra d'Igualtat entre Sexes Ministra per a l'Empoderament de les Dones Ministra al Càrrec per a la Revitalització Regional | Satsuki Katayama                    | PLD     |  |
| Ministre d'Estat per a les Olimpiades de Tòquio i els jocs Parolímpics | Yoshitaka Sakurada, Shunichi Suzuki | PLD     |  |

### 2019-Present
| Primer Ministre | Shinzo Abe          | PLD     |  |
| Ministeri | Ministre            | Partit  |  |
| Vice-Primer Ministre Ministre de Finances Ministre d'Estat per als Serveis Financers Ministre en càrrec per la Deflació | Tarō Asō            | PLD     |  |
| Ministra d'Afers Interns i Comunicació Ministra d'Estat per a la Seguretat Social i Nombre Fiscal | Sanae Takaichi      | PLD     |  |
| Ministra de Justícia | Katsuyuki Kawai     | PLD     |  |
| Ministre d'Afers Exteriors | Toshimitsu Motegi   | PLD     |  |
| Ministre d'Educació, Cultura, Esports, Ciència i Tecnologia Ministre en Càrrec per a la Reconstrucció de l'Educació | Kōichi Hagiuda      | PLD     |  |
| Ministre de Salut, Treball i Benestar Ministre per a la Reforma de l'estil de Treball | Katsunobu Katō      | PLD     |  |
| Ministre d'Agricultura, Boscos i Peixca | Taku Etō            | PLD     |  |
| Ministre d'Economia, Comerç i Indústria Ministre d'Estat per a la Competitivitat Industrial Ministre al Càrrec de l'Exposició Internacional 2025 Ministre per a la Cooperació Econòmica amb Rússia Ministre al Càrrec de la Resposta a l'Impacte Econòmic Causat per l'Accident Nuclear Ministre d'Estat per als Danys Nuclears Corporació de Facilitament de les Compensacions i els Decomissos | Isshu Sugawara      | PLD     |  |
| Minstre de Territori, Infraestructures, Transport i Turisme Ministre al Càrrec de la Política del Cicle de l'Aigüa | Kazuyoshi Akaba     | Kōmeitō |  |
| Ministre de Medi Ambient Ministre d'Estat per a la Previsió dels Desastres Nuclears | Shinjirō Koizumi    | PLD     |  |
| Ministre de Defensa | Tarō Kōno           | PLD     |  |
| Secretari General del Gabinet Ministre al Càrrec d'Aliviar el pes de les Bases a Okinawa Ministre al Càrrec de l'Afer de les Abduccions | Yoshihide Suga      | PLD     |  |
| Ministre d'Estat per a la Reconstrucció Ministre al Càrrec per a la Coordinació dels efectes de l'Accident Nuclear | Kazunori Tanaka     | PLD     |  |
| Director de Comissió Nacional de Seguretat Pública Ministre al Càrrec per a la Reforma Administrativa Ministre al Càrrec de la Reforma del Servici Civil Ministre al Càrrec de la Resistència Nacional dels Edificis Ministre d'Estat per a la Gestió de Desastres | Ryota Takada        | PLD     |  |
| Ministre per a la Participació Dinàmica dels Ciutadans Ministre al Càrrec d'Afers Territorials Ministre d'Estat per als Afers d'Okinawa i els Territoris del Nord Ministre d'Estat per als Afers dels Consumidors i la Seguretat Alimentària Ministre d'Estat per a les Mesures contra la Baixa Natalitat Ministre d'Estat per a la Política Oceànica                                            | Seiichi Etō         | PLD     |  |
| Ministre al Càrrec de Política d'Informació Tecnologica Ministre d'Estat per a l'estratègia "Cool Japan" Ministre d'Estat per a l'Estratègia de la Propietat Intel·lectual Ministre d'Estat per a la Política de Ciència i Tecnologia Ministre d'Estat per a la Política Espacial | Naokazu Takemoto    | PLD     |  |
| Ministre d'Estat per a la Política Econòmica i Fiscal Ministre al Càrrec per a la Reforma de la Seguretat Social Ministre al Càrrec per a les Negociacions Comercials Japó-EUA | Yasutoshi Nishimura | PLD     |  |
| Ministre d'Estat per a la Revitalització Regional Ministre d'Estat per a la Reforma Regulatòria | Seigo Kitamura      | PLD     |  |
| Ministra d'Estat per a les Olimpiades de Tòquio i els jocs Parolímpics Ministra al Càrrec per a l'Empoderament de les Dones Ministra d'Estat per a l'Igualtat entre Sexes | Seiko Hashimoto     | PLD     |  |